# Nicole Gerdes
Nicole Gerdes (* 1976) ist eine ehemalige deutsche Turnerin.
Gerdes, Mutter eines 2010 geborenen Sohnes, gehörte mehr als zehn Jahre dem deutschen Nationalkader an. Sie startete zunächst für den Blumenthaler SV. Bei der Deutschen Turnmeisterschaft 1993 in Bremen war sie jeweils Zweitplatzierte in der Rhythmischen Sportgymnastik hinter der Siegerin Magdalena Brzeska in den Disziplinen Seil und Reifen. In den Wertungen Keule und Ball wurde sie Dritte. 1994 gewann sie den Deutschen Meistertitel am Seil. Drei Silbermedaillen an Band, Keulen und Reifen konnte sie ebenfalls in ihrer persönlichen Erfolgsbilanz verbuchen. Im Folgejahr für den SV Werder Bremen antretend, wurde sie Zweite am Band und Seil und erreichte abermals den dritten Platz der Disziplinen Ball und Keule.
1992 und 1993 war sie in Bremen Landessportlerin des Jahres. Nach ihrer aktiven Karriere schlug sie eine Trainerlaufbahn beim Blumenthaler TV ein.